# Álvaro Costa Dias
Álvaro Costa Dias (Caicó, 4 de setembro de 1959), também conhecido como Álvaro Dias, é um médico e político brasileiro, filiado ao Republicanos. Foi prefeito de Natal de 2018 a 2024.
Foi eleito vice-prefeito da capital potiguar nas eleições de 2016 na chapa liderada por Carlos Eduardo Alves (PDT), mas assumiu o cargo de prefeito em 6 de abril de 2018, por ocasião da renúncia do titular. Além disso, foi vice-prefeito de Caicó, deputado estadual por cinco legislaturas e deputado federal pelo estado do Rio Grande do Norte.

## Biografia e trajetória política
Filho de Adjuto Dias de Araújo e Cleonice Costa Dias, Álvaro Dias é natural do município de Caicó, na zona central do Rio Grande do Norte, e é formado em Medicina pela Universidade Federal do Rio Grande do Norte (UFRN).
Iniciou sua trajetória política aos 24 anos, em 1983, quando filiou-se ao Partido do Movimento Democrático Brasileiro (PMDB). Em 1987, assumiu a vice-prefeitura de Caicó e a secretaria municipal de saúde do município apenas dois anos depois.
Em 1990 candidatou-se ao cargo de deputado estadual, conseguindo eleger-se para o seu primeiro mandato na Assembleia Legislativa do Rio Grande do Norte e sendo novamente reeleito por outras duas vezes consecutivas nos pleitos de 1994 e 1998.
Nas eleições estaduais de 2002, concorreu ao cargo de deputado federal e obteve a segunda melhor votação de seu estado para a câmara, alcançando a soma de 138.241 votos. Tomando posse no Congresso Nacional em 2003, Álvaro Dias mudou sua filiação para o Partido Democrático Trabalhista (PDT) e, ainda no mesmo ano, foi contrário à proposta apresentada pelo Governo Luiz Inácio Lula da Silva (2003-2007) para a reforma na previdência, aprovada em dois turnos pelo congresso e promulgada em dezembro daquele ano pelo então presidente do Senado, José Sarney (PMDB).
Em 2004, Álvaro Dias foi eleito vice-líder do PDT e tornou-se titular de comissões especiais que avaliaram propostas de emenda constitucional (PEC) sobre a reeleição para as mesas da Câmara e do Senado; sobre a proteção dos direitos econômicos, sociais e culturais da juventude; e sobre a possibilidade de militares acumularem a remuneração de cargo de professor, técnico ou científico, ou de profissionais da saúde. No ano seguinte, foi eleito primeiro vice-líder do seu partido; atuou como membro titular das comissões permanentes de Agricultura e Política Rural, e Educação e Cultura; e, em abril, foi escolhido para compor a Comissão Parlamentar de Inquérito (CPI) criada para investigar supostas irregularidades na privatização do setor elétrico, identificadas pelo Tribunal de Contas da União (TCU) no financiamento do Banco Nacional do Desenvolvimento (BNDES) para a privatização da Eletropaulo.
Nas 2006, candidatou-se novamente ao cargo de deputado estadual pelo PDT e conseguiu eleger-se para o quarto mandato na Assembleia Legislativa ao alcançar a soma de 40.040 votos. Já em 2010, foi candidato a vice-governador do Rio Grande do Norte na chapa encabeçada por Carlos Eduardo Alves (PDT), mas foi derrotado por Rosalba Ciarlini, ficando com a terceira colocação. Em 2011, Álvaro Dias desfiliou-se do PDT e retornou para o PMDB. No pleito seguinte, realizado em 2012, não foi candidato a nenhum cargo eletivo, assumindo o comando de um programa de rádio no Rio Grande do Norte.
Em 2014, Álvaro Dias se candidatou ao cargo de deputado estadual pela coligação União Pela Mudança composta pelo PMDB, PSB, PR, DEM, PDT, SD e PROS. Alcançando a soma de 34.638 votos, o equivalente a 2,09% dos votos válidos, conseguiu se eleger ao cargo, tomando posse em 01 de fevereiro de 2015.
Por fim, durante a eleição municipal de Natal de 2016, Álvaro Dias candidatou-se ao cargo de vice-prefeito do município ao lado do então ex-deputado estadual pelo Rio Grande do Norte, Carlos Eduardo Alves. Ainda no primeiro turno, a chapa angariou 225.741 votos, o correspondente a 63,42% dos votos válidos. Em 06 de abril de 2018, porém, com a renúncia de Carlos Eduardo para disputar as eleições de outubro do mesmo ano, Álvaro Dias tornou-se prefeito de Natal.
Além disso, Álvaro Dias é casado com a juíza Amanda Grace Diógenes Freitas Costa Dias e tem quatro filhos.

### Desempenho em eleições
| Ano  | Eleição                         | Coligação                                                 | Partido | Candidato a       | Votos   | %     | Resultado  |
| ---- | ------------------------------- | --------------------------------------------------------- | ------- | ----------------- | ------- | ----- | ---------- |
| 1988 | Municipal de Caicó              | Sem coligação                                             | PMDB    | Vice-prefeito     | —       | —     | Eleito     |
| 1990 | Estadual no Rio Grande do Norte | Sem coligação                                             | PMDB    | Deputado estadual | —       | —     | Eleito     |
| 1994 | Estadual no Rio Grande do Norte | Sem coligação                                             | PMDB    | Deputado estadual | 16.368  | 2,03  | Eleito     |
| 1998 | Estadual no Rio Grande do Norte | Sem coligação                                             | PMDB    | Deputado estadual | 45.260  | 4,03  | Eleito     |
| 2002 | Estadual no Rio Grande do Norte | Sem coligação                                             | PMDB    | Deputado federal  | 138.241 | 9,45  | Eleito     |
| 2006 | Estadual no Rio Grande do Norte | Sem coligação                                             | PDT     | Deputado estadual | 40.040  | 2,43  | Eleito     |
| 2010 | Estadual no Rio Grande do Norte | PDT, PCdoB e PRP                                          | PDT     | Vice-governador   | 160.828 | 10,37 | Não Eleito |
| 2014 | Estadual no Rio Grande do Norte | PMDB, PSB, PR, DEM, PDT, SD e PROS                        | PMDB    | Deputado estadual | 34.638  | 2,09  | Eleito     |
| 2016 | Municipal de Natal              | PDT, PMDB, PR, DEM, PTB, PRB, PSC, PROS e PSDC            | PMDB    | Vice-prefeito     | 225.741 | 63,42 | Eleito     |
| 2020 | Municipal de Natal              | PSDB, MDB, DEM, PDT, Republicanos, REDE, Avante, PL e PSD | PSDB    | Prefeito          | 194.764 | 56,58 | Eleito     |